# Sheherazade (Rimskiy-Korsakov)
Sheherazade là tổ khúc giao hưởng Op.35 của nhà soạn nhạc người Nga Nikolay Andreyevich Rimskiy-Korsakov. Rimskiy-Korsakov đã sáng tác tác phẩm này dựa trên câu chuyện nổi tiếng Nghìn lẻ một đêm. Ông viết nó vào năm 1888, một năm sau được trình diễn tại thành phố Sankt Petersburg.

## Âm thanh
| Phần 1: Biển cả và chuyến tàu của thủy thủ Sinbad |  |
|                                                   |  |
|                                                   |  |

| Phần 2: Câu chuyện của vua Kalandar |  |
|                                     |  |
|                                     |  |

| Phần 3: Hoàng tử và công chúa trẻ tuổi |  |
|                                        |  |
|                                        |  |

| Phần 4: Lễ hội về biển tại Baghdad |  |
|                                    |  |
|                                    |  |